# スターク郡 (インディアナ州)
スターク郡（英: Starke County）は、アメリカ合衆国インディアナ州の北西部に位置する郡である。2010年国勢調査での人口は23,363人であり、2000年の23,556人から0.80％減少した。郡庁所在地はノックス市（人口3,704人）であり、同郡で人口最大の都市でもある。

## 歴史
スターク郡は1835年に設立され、1850年に組織化された。郡名はアメリカ独立戦争の1775年にバンカーヒルの戦いでニューハンプシャー州の部隊を指揮し、1777年のベニントンの戦いではイギリス軍を破ったジョン・スターク将軍に因んで名付けられた。
白人開拓者が入ってくる以前、現在のスターク郡全土と北隣のラポート郡はポタワトミ族インディアンのものだった。インディアンは1838年にアメリカ合衆国政府からカンザス州まで強制的に移住させられ、死の道と呼ばれる行進中に多くの者が死んだ。
スターク郡が設立されたとき、現在は北のラポート郡に属するカス、デューイ、ハンナ、プレーリー各郡区が含まれていた。この地域の住人は郡の中央部、後に郡庁所在地となるノックスまで行くには、カンカキー川をレモンの橋で渡るためにかなりの距離をまず東に進むことが必要だった。川より北の住民はスターク郡から幾分孤立した状態だったので、ラポート郡の方に併合される請願をおこない。1842年1月28日に認められた。

## 郡名
スターク郡はジョン・スターク（John Stark）将軍に因んで名付けられ、当初の地図には Stark と載っていた。郡が始まってかなり早い時期に末尾に e が付け加えられた。この変更をはっきりと説明できるしっかりとした証拠は無い。少なくとも3つの根拠がはっきりしない説がある。1つは、初期の手が込んだ筆記法で末尾の k に長い尻尾が付いたか、装飾的なものとなり、ke と書かれているように見えた可能性がある。2つ目の説は、スターク将軍自身が署名するときにその末尾を装飾的に書いたために、インディアナ州の役人を混乱させたというものである。しかしインディアナ州のスターク郡の組織化に先立つオハイオ州のスターク郡（1808年設立）やイリノイ州のスターク郡（1839年設立）がStarkと綴っており、また国内の多くの開拓者がそれ以前にスターク将軍に因んだ命名をしていたこともあって、この説は可能性が少ない。最後の説は、最も可能性の高いものであり、修正が1860年頃に行われ、インディアナポリスの役人が事務手続き上の誤りを犯したというものである。

## 地理
アメリカ合衆国国勢調査局に拠れば、郡域全面積は312.21平方マイル (808.6 km2)であり、このうち陸地309.13平方マイル (800.6 km2)、水域は3.07平方マイル (8.0 km2)で水域率は0.98％である。スターク郡の北西部境界はカンカキー川になっている。カンカキーの支流であるイエロー川が郡中央を流れ、ノック市内を抜けている。

### 主要高規格道路
| - アメリカ国道30号線 - アメリカ国道35号線 - アメリカ国道42号線 | - インディアナ州道8号線 - インディアナ州道10号線 - インディアナ州道23号線 - インディアナ州道39号線 |

### 隣接する郡
- ラポート郡 - 北
- セントジョセフ郡 - 北東
- マーシャル郡 - 東
- フルトン郡 - 南東
- プラスキ郡 - 南
- ジャスパー郡 - 西
- ポーター郡 - 北西

## 気候と気象
近年、郡庁所在地であるノックス市の平均気温は1月の14°F (-10 ℃) から7月の84°F (29 ℃) まで変化している。過去最低気温は1985年1月に記録された-29°F (-34 ℃) であり、過去最高気温は1988年6月に記録された102°F (39 ℃) である。月間降水量は2月の1.68インチ (43 mm) から6月の4.09インチ (104 mm) まで変化している。

## 郡政府
郡政府は憲法による政体であり、インディアナ州憲法とインディアナ州法典によって特別の権力を認められている。

### 郡政委員会
郡政委員会は郡政府の立法府であり、郡の歳出や歳入を管理している。委員は郡内の選挙区から選出され、任期は4年間である。給与、年間予算、特別支出を設定する責任がある。郡レベルで所得税や資産税、消費税、サービス税を課する限定付き権限があるが、所得税と資産税は州の承認を要する。

### 行政委員会
行政委員会は郡政府の行政府である。委員は郡全体を選挙区に選出され、任期は4年間で2年毎に半数が改選される。委員の一人、通常は最も経験のある者が議長になる。行政委員会は郡政委員会が決めた法を実行し、税金を集め、郡政府の日々の機能を管理する責任がある。

### 郡裁判所
裁判所の判事は6年間任期で選出され、判事が指名するマジストレイトと呼ばれる者の補助を受ける。この裁判所は刑事および民事事件を扱い、小規模訴訟を扱う部門もある。特定の事件における判決に対しては、州レベルの巡回裁判所に控訴できる。

### 郡政府役人
上記以外に、保安官、検視官、監査官、財務官、登記官、測量師および巡回裁判所事務官が選挙で選ばれている。任期は4年間であり、郡政府の異なる部門を監督している。郡政府に選ばれる役人は支持政党を公にすることが求められ、また郡の住人でなければならない。
スターク郡はアメリカ合衆国下院議員インディアナ州第2選挙区に属し、2008年時点では民主党議員を選出している。

## 人口動態
以下は2000年の国勢調査による人口統計データである。
| 基礎データ - 人口: 23,556人 - 世帯数: 8,740 世帯 - 家族数: 6,450 家族 - 人口密度: 29人/km2（76人/mi2） - 住居数: 10,201軒 - 住居密度: 13軒/km2（33軒/mi2） 人種別人口構成 - 白人: 97.52% - アフリカン・アメリカン: 0.22% - ネイティブ・アメリカン: 0.24% - アジア人: 0.20% - 太平洋諸島系: 0.03% - その他の人種: 0.74% - 混血: 1.05% - ヒスパニック・ラテン系: 2.18% 先祖による構成 - ドイツ系：25.2％ - アメリカ人：17.5％ - アイルランド系：11.0％ - ポーランド系：8.2％ - イギリス系：6.4％ | 年齢別人口構成 - 18歳未満: 26.8% - 18-24歳: 8.0% - 25-44歳: 27.8% - 45-64歳: 23.5% - 65歳以上: 13.9% - 年齢の中央値: 37歳 - 性比（女性100人あたり男性の人口） - 総人口: 98.0 - 18歳以上: 95.4 世帯と家族（対世帯数） - 18歳未満の子供がいる: 33.7% - 結婚・同居している夫婦: 59.4% - 未婚・離婚・死別女性が世帯主: 9.9% - 非家族世帯: 26.2% - 単身世帯: 22.4% - 65歳以上の老人1人暮らし: 10.2% - 平均構成人数 - 世帯: 2.66人 - 家族: 3.10人 収入と家計 - 収入の中央値 - 世帯: 37,243米ドル - 家族: 42,355米ドル - 性別 - 男性: 32,779米ドル - 女性: 21,071米ドル - 人口1人あたり収入: 16,466米ドル - 貧困線以下 - 対人口: 11.1% - 対家族数: 8.8% - 18歳未満: 15.2% - 65歳以上: 10.1% インディアナ州では1人当たり収入が低く、貧困線以下の比率が高い方の郡である。 |

スターク郡は下記9つの郡区に分割されている。
| - カリフォーニア - センター - デイビス | - ジャクソン - ノースベンド - オレゴン | - レイルロード - ワシントン - ウェイン |

## 都市と町
- ハムレット
- ノックス - 郡庁所在地
- ノースジャドソン

### 未編入の町
| - バスレイク - イングリッシュレイク - グロバータウン | - クーンツレイク - オーラ - サンピア |